# Zatoka Bajdaracka
Zatoka Bajdaracka (ros. Байдарацкая Губа, Bajdarackaja guba) – zatoka Morza Karskiego, położona na zachód od półwyspu Jamał. Długość około 180 km, szerokość około 78 km, maksymalna głębokość do 20 m. Do zatoki Bajdarackiej uchodzi rzeka Kara, Bajdarata, stanowiąca północną część umownej granicy Europa-Azja oraz kilka mniejszych rzek. Zimą zamarza, po szczególnie mroźnych zimach i wschodnim chłodnym wietrze także latem jest pokryta lodem lub zbitą krą lodową.